# 中諾福克 (英國國會選區)
中諾福克（英語：Mid Norfolk），英國國會一郡選區，包括英格蘭東部諾福克郡布羅克蘭北部和南諾福克區西北小部。始設於1885年，1918年被撤銷，1983年恢復。
本區自1885至1918年止是自由黨和自由統一黨爭持的選區。恢復後一直支持保守黨。喬治·弗里曼在2010年大選中以49.5%選票勝出該區首次當選。